# Coscinida decemguttata
Coscinida decemguttata là một loài nhện trong họ Theridiidae.
Loài này thuộc chi Coscinida. Coscinida decemguttata được František Miller miêu tả năm 1970.